# لرمه‌رود
لرمه‌رود (به لاتین: Lərmərud) یک منطقهٔ مسکونی در جمهوری آذربایجان است که در شهرستان لریک واقع شده‌است. لرمه‌رود ۱٬۰۱۹ نفر جمعیت دارد.

## ریشه واژه
برخی بر این باورند که لرمه‌رود از دو واژه تالشی لَقمَه (Ləqmə) به‌معنی کرانه و ساحل رودخانه و رو یا رود به‌معنی رود و رودخانه است و آن را روستایی در ساحل رودخانه معنی می‌کنند. اما خود مردم این روستا را با نام لَمَی (Ləməy) می‌شناسند. لمی در زبان تالشی به‌معنی مکان و جایگاه بلند و مرتفع است. لَم به‌معنی زیاد، اَ صفت و وو به‌معنی مکان و جایگاه از واژه اصلی حذف شده است. نام درست این روستا لَمَه‌وو به‌معنی دهکده و روستای مرتفع است.